# Damien Dempsey
Damien Dempsey (Dublino, 1975) è un cantautore irlandese, esponente del folk tradizionale irlandese.

## Biografia
Nato nella periferia di Dublino, esordisce nel 1997 con il singolo Dublin Town. Nel 2000 pubblica il suo primo album. Il suo talento viene notato da Sinéad O'Connor, che lo invita in tour e che lo sponsorizza.
Nel 2002 pubblica un EP a cui partecipa proprio Sinéad O'Connor. Il secondo album Seize the Day esce nel maggio 2003 e consente all'artista di guadagnare il successo definitivo in patria (doppio disco di platino in Irlanda). Questo disco, come i successivi, sono etichettati Clear Records. Nel periodo successivo apre qualche concerto di Morrissey.
Compare in una compilation stilata da Morrisey e intitolata Songs to Save Your Life (2004).
Nel marzo 2005 pubblica Shots, terzo disco diffuso anche nel Regno Unito. Si esibisce in tour nel periodo successivo con i The Levellers. Segue un disco live.
Nel giugno 2006 Shots esce negli Stati Uniti, dove Damien tiene anche un tour.
Il suo quarto album viene pubblicato nel giugno 2007 e raggiunge il secondo posto nella classifica irlandese. Segue un album di cover intitolato The Rocky Road (2008). Nel 2008 prende parte al progetto di musicisti irlandesi che ha portato alla realizzazione del brano The Ballad of Ronnie Drew, in omaggio a Ronnie Drew, all'epoca malato di cancro.
Nell'ottobre 2012 pubblica il sesto disco. Suona la chitarra nell'album How About I Be Me (And You Be You)? di Sinéad O'Connor.
Nel 2014 pubblica un "best of" dal titolo It's All Good.

## Filmografia
Nel 2003 viene realizzato un film-documentario sulla sua vita intitolato It's All Good: The Damien Dempsey Story. La regia è della filmmaker Dara McCluskey.
Nel 2010 Damien ha interpretato un ruolo nel film Between the Canals diretto da Mark O'Connor.

## Premi
Damiene Dempsey ha vinto sei Meteor Music Awards: due nel 2004 (miglior artista folk/tradizionale e miglior artista country/roots), uno del 2006 (miglior artista maschile), uno nel 2007 (miglior artista maschile), uno nel 2008 (miglior artista folk/tradizionale) e uno del 2009 (miglior artista folk/tradizionale).

## Discografia

### Album studio
- 2000 - They Don't Teach This Shit in School
- 2003 - Seize the Day
- 2005 - Shots
- 2007 - To Hell or Barbados
- 2008 - The Rocky Road
- 2012 - Almighty Love

### Album live
- 2006 - Live at the Olympia

### Raccolte
- 2006 - Sing All Our Cares Away
- 2014 - It's All Good - The Best of Damien Dempsey